# Zuid-Afrikaanse parlementsverkiezingen 1910
De Zuid-Afrikaanse parlementsverkiezingen van 1910 waren de eerste parlementsverkiezingen die in de Unie van Zuid-Afrika werden gehouden. Kiesrecht was weggelegd voor blanken, de kleurlingen in de Kaapprovincie en zwarte notabelen in Natal en de Kaapprovincie. De verkiezingen van 15 september 1910 werden door de Suid-Afrikaanse Party van generaal Louis Botha, die streefde naar verzoening tussen de Afrikaners en Engelstalige blanken, met een krappe meerderheid gewonnen.

## Uitslag
| Partij                | %      | Zetels |
| --------------------- | ------ | ------ |
| Suid-Afrikaanse Party | 55,37% | 67     |
| Unionist Party        | 32,23% | 39     |
| Onafhankelijken       | 9,09%  | 11     |
| Labour Party          | 3,31%  | 4      |
| Totaal                | 100%   | 121    |

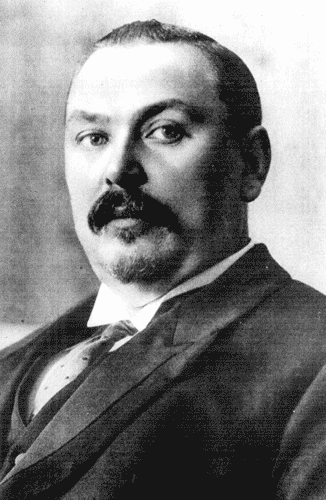
Louis Botha
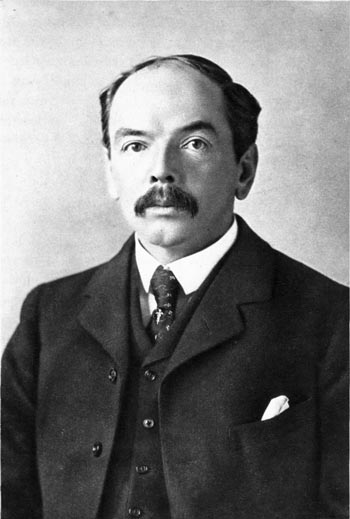
Leander Starr Jameson

Parlementsverkiezingen: 1910 · 1915 · 1920 · 1921 · 1924 · 1929 · 1933 · 1938 · 1943 · 1948 · 1953 · 1958 · 1961 · 1966 · 1970 · 1974 · 1977 · 1981 · 1984 · 1987 · 1989 · 1994 · 1999 · 2004 · 2009 · 2014 · 2019 · 2024

Referenda: 1960 · 1983 · 1992